# L'Adoration des bergers (Zurbarán)
Pour les articles homonymes, voir L'Adoration des bergers.
L'Adoration des bergers est un tableau réalisé par le peintre espagnol Francisco de Zurbarán en 1638-1639. De format vertical, cette huile sur toile est une peinture chrétienne qui représente l'Adoration des bergers sous un Ciel peuplé d'anges musiciens. Don de Léon de Beylié en 1901, l'œuvre est conservée au musée de Grenoble, à Grenoble, en France,.